# ヌミストロの戦い
ヌミストロの戦いは、第二次ポエニ戦争において紀元前210年にハンニバル・バルカ率いるカルタゴ軍とマルクス・クラウディウス・マルケルス率いるローマ軍との間で戦われた戦闘である。
紀元前212年にカルタゴ側に寝返ったシュラクサイを落とすや、マルケルスはすぐさまイタリア本土のハンニバルと戦うべく、兵士を率いて戦った。サムニウムに攻め込んで3000人のカルタゴ守備隊を捕虜としたマルケルスは、続いてルカニア地方に向かい、ヌミストロ近くの丘に陣取っていたハンニバルの軍と遭遇した。
マルケルスはその下の平地に着陣し、翌日の夜明けに戦闘隊列を組み、丘から駆け下りて攻め寄せるハンニバル軍と交戦した。終日続いた戦いはどちらの勝ちとも負けとも言えず、暗くなると双方陣営へと引いた。
翌日、マルケルスは再びハンニバルと戦おうとしたが、ハンニバルはそれに応じずに退却したため、敵の戦死者の武具を剥ぎ、味方の戦死者を葬ると、再びハンニバル追跡に向った。翌紀元前209年、執政官代行となったマルケルスはカヌシウムにてハンニバルと対峙し、カヌシウムの戦いで矛を交えた。

## 註
1. ↑  プルタルコス, 「マルケルス」, 24
2. ↑  ibid, 25